# Represa del Pinto
La Represa del Pinto, también llamada Presa del Pinto y Nueva Represa del Pinto son una superposición de embalses sobre el mismo cauce localizado en el municipio de Arucas en la isla de Gran Canaria (Canarias). La primera Presa del Pinto es la gran presa más antigua de Canarias. Esta construcción fue diseñada y ejecutada para su actual emplazamiento en el Barranquillo del Pinto por el entonces denominado Ayudante de Obras Públicas, Pedro Maffiotte como un proyecto para la Heredad de Aguas de Arucas y Firgas. Pedro Maffiotte diseñó originalmente una presa de 25 metros sobre cauce para cerrar el barranquillo con una planta recta (muro) y un perfil tipo (vista lateral) de gran robustez.

## Historia
Debido a la relevancia económica histórica de la actividad agrícola de la época, la necesidad de gestionar los recursos hídricos y dada la necesidad de la Heredad de Aguas de Arucas y Firgas  y almacenar las aguas de sus respectivas propiedades, se propusieron los proyectos del conjunto de presas actuales. Así se pudo dar respuesta a estas necesidades y en suma facilitar el acceso a sus aguas a las tierras de cultivo de las zonas adyacentes, como los asentamientos de La Fula, La Montañeta y La Goleta que posteriormente se vería reforzada por la construcción posterior de la Nueva Presa del Pinto. Debido a la naturaleza impermeable de las rocas de la zona (fonolitas y brecha del Roque Nublo) su construcción se desarrolló en un afluente del Barranco de Los Palmitos, concretamente entre el Lomo de Tomás de León y el Lomo de San Pedro.
Aunque el diseño original de Pedro Maffiotte data de 1867, en 1902 se proyecta un muro de 30 metros sobre cauce con un perfil esbelto y planta curva, por parte del ayudante, Julián Cirilo Moreno, para la Heredad permitiéndose algunas modificaciones a pesar de que las obras ya habían comenzado. Así pues, en el acta de reconocimiento realizada a la obra para su finalización en 1910 se recoge lo siguiente: 

"del examen practicado resulta que las obra están bien ejecutados y se ajustan al proyecto que sirvió de base a la concesión con la diferencia de que la altura máxima de la presa es de veinte y siete metros en vez de treinta que se proyectan, no obstante, lo cual los espesores del muro corresponden a la segunda de las alturas referidas con el aumento de la resistencia consiguiente."

Las obras de la Presa del Pinto comenzaron en 1899 y terminaron 1910 convirtiéndola en una de las grandes presas más antiguas de Canarias y entre las 100 grandes presas más antiguas de España lo que la convierte en una destacable infraestructura por su valor histórico y cultural. Una vez acabó su construcción, la presa tenía una planta ligeramente curva y relativamente esbelta y una longitud en la coronación de 121 metros (largo del muro). 
En el caso de la Nueva Represa del Pinto, esta también estuvo sujeta a un proyecto por iniciativa de la Heredad de Aguas de Arucas y Firgas, estando diseñada por el ingeniero Miguel Ramis, pero su construcción es algo posterior iniciándose las obras en 1909 y concluyéndose en 1933, dejando en el Barranquillo del Pinto dos grandes presas construidas en un intervalo de 30 años aproximadamente. La construcción de esta presa vino determinada en parte por la eficacia de la primera tal y como atestigua la cita de Simón Benítez Padilla en 1959: 

“Por fin; heredad bien dotada de recursos hidráulicos, económicos y de iniciativa, como la de Arucas y Firgas, halló la solución de recoger en un amplio embalse, obtenido por muro de presa, en el Barranquillo del Pinto, a la cabecera de la zona regable el caudal de sus aguas sobrantes de las crecidas invernales, que se malgastaba arrojándolo al mar. Fue un resonante éxito que la impulsó a repetir la obre sin tardanza, levantando nueva pres en la cola de la primera, con resultado no tan lisonjero…”

Como su predecesora la Nueva Presa del Pinto tiene una vez se acaba su construcción una planta curva y una longitud de coronación algo más grane que su homónima, de 131 metros de largo.

## Estructura
La Presa o Represa del Pinto, ostenta en el paramento o lado del muro, de aguas arriba una disposición vertical y con el paramento de aguas abajo con una curiosa disposición escalonada. Se desconoce la profundidad de los cimientos, pero en su punto más álgido alcanza los 27 metros de altura sobre cauce y la parte superior denominada coronación tiene una anchura de 4 metros. El muro a su vez tiene una cota de pretil situada a 260 metros sobre el nivel del mar. El paramento de aguas arriba es completamente vertical y liso mientras que el paramento de aguas abajo presenta una pendiente escalonada cuyos escalones son de hasta 70 centímetros cada uno. Así con la geometría de las presas, esta tiene hasta 13 000 metros cúbicos de material en el muro.
La Presa del Pinto tiene una represa en la cola su embalse denominado la Nueva Represa del Pinto, La presa es una estructura muy destacable por estar construida en mampostería con mortero de cal, material muy apropiado por sus características de sellado y sobre todo por su impermeabilidad. Además, tiene una altura sobre cauce de 27 metros, con una coronación de 131 metros de longitud con una planta curva y 4 metros de ancho. Al estar aguas arriba de la presa “antigua” el muro tiene una cota de pretil de 290 metros sobre nivel del mar. Como su predecesora, esta tiene el paramento de aguas arriba vertical y el paramento de aguas abajo escalonado, esta vez con escalones de 67 centímetros de alto. El muro tiene un volumen de material de hasta 16 000 metros cúbicos. 
Esta presa se dispone también en la cerrada de la barranquera sobre materiales similares a la presa “antigua”, está tampoco dispone de cuenca de recepción propia y su capacidad de almacenado es algo menor con respecto a la otra, 124 400 metros cúbicos de capacidad debido a las características geomorfológicas de la barranquera sobre la que se dispone y ocupando 1,91 hectáreas de superficie. No dispone de desagües de fondo ni drenes o galerías y se ha condenado el aliviadero lateral que tenía por el estribo izquierdo. Por problemas asociados a su llenado relacionados con la presión del agua embalsa en periodos de máximos y el agrietamiento de edificaciones en la margen derecha de la presa, se limitó su llenado hasta los 15 metros por lo que algunas de sus tomas están anuladas hoy en día.

## Protección e interés divulgativo
El conjunto de las presas del Pinto se ha propuesto como BIC (Bien de Interés Cultural) por parte del Cabildo de Gran Canaria desde 2017, debido principalmente a la importancia de estas infraestructuras a nivel histórico, cultural, social y natural. En primer lugar, son unas de las primeras grandes presas del Archipiélago Canario y de España, su construcción inicia particularmente en Gran Canaria un desarrollo de la ingeniería hidráulica y la construcción de presas y grandes presas sin igual en las islas llegando a configurar un paisaje cultural asociado a las infraestructuras hidráulicas que se inicia con las construcciones del Barranquillo del Pinto.
Por otra parte, estas infraestructuras posibilitaron el regadío de extensas zonas de la isla y especialmente del Municipio de Arucas donde se desarrolló mucho el cultivo del plátano a inicios y mediados del siglo XX, lo que constituye un aspecto más a considerar con la importancia de este conjunto que además presenta algunas peculiaridades arquitectónicas poco comunes como una mampostería que circunda el vaso de la presa antigua y el sistema de aliviaderos entre ambas presas que las convierten en sistema integrado lo que les da una relevancia destacable en el contexto de Gran Canaria. Además, revisten una gran importancia ambiental debido a la cantidad de avifauna tanto autóctona como migratoria. 
A pesar de los trámites realizados por la institución insular, su incoación como Bien de Interés Cultural ha presentado dificultados por cuestiones técnicas. No obstante, el conjunto de presas está incluido en el catálogo de elementos culturales de interés en la carta etnográfica de la Fundación para la Etnografía para el Desarrollo de la Artesanía Canaria (FEDAC). Además, el Ayuntamiento del Municipio de Arucas incluye estas presas en el Catálogo Arquitectónico Municipal por su interés y peculiaridades desde el punto de vista constructivo.